# 전광순
전광순(1936년 4월 10일 ~ )은 대한민국의 정치인이다. 제41대 울진군수를 역임했다.

## 학력
- 노음국민학교 (졸업)
- 울진중학교 (졸업)
- 울진농업고등학교 (졸업)

## 역대 선거 결과
|  | 35.92% |

|  | 34.54% |